# Estado natural
Estado natural es el título del primer disco del cantautor español José Córdoba.

## Canciones
1. La tierra prometida
2. Estado natural
3. Antagoneros
4. Recuerda
5. La mala vida
6. Por el filo
7. Mentira
8. De lo más alto de la alta torre
9. Mi vida del revés
10. Huelga de licántropos
11. Toda la ternura que te debo
12. Nervioso
13. Abracadabra
14. Pulgarcito

## Créditos
- José Córdoba: voz y guitarra
- Pepe Vázquez: bajo, guitarras, programación y coros. (1,2,3,4,5,6,7,8,9,10,11,12,13,14)
- José Luis Seguer "Fletes": batería, cajón, palmas. (1,2,3,4,5,6,7,8,10,11,12,13)
- María Pérez Collados: coros, segundo voz y jaleos. (1,3,10)
- Alejandro Montserrat: guitarra española. (3,10)
- Javier Santos "El Flaco": bongó y percusión. (3,10,14)
- Reyes Moreno: palmas (3,10)
- Joham: trompeta (3,12)
- Javi García: trombón (3,7)
- Belén Estaje: violín. (3,7,9)
- Joaquín Carbonell: coros. (3,5,7)
- Fernando Bastos: Coros y segunda voz (3,5,7,12)
- Gran Bob: Coros (3,5,7)
- Fancho Casasnovas: acordeón. (5,8,12)
- Toño García: saxofón. (6)
- Alonso Martínez: guitarra (solo y fills) (6)
- Faustino Cortés: piano. (7,9,10,11,)

### Sección de cuerda (4,7)
- Director y violín: Israel Paños.
- Violonchelo: José Antonio Martín.
- Violines: Ester Morte, Verónica Fuentes, Javier Guerrero y Álvaro Aragües.